# Ткаченко Валентина Яківна
Ткаченко (до шлюбу — Шпак) Валентина Яківна (28 грудня 1919, Липовець — 1993, Київ) — українська мистецтвознавиця, кандидат мистецтвознавства з 1964 року.

## Біографія
Народилася 28 грудня 1919 року в місті Липовці (тепер Вінницька область, Україна). У 1937—1941 роках навчалася в Київському університеті; у 1942—1945 роках — Московському архітектурному інституті; у 1945—1947 роках — Київському художньому інституті (педагоги Олександр Вербицький, Петро Костирко).

## Праці
Авторка наукових праць з питань історії українського образотворчого мистецтва, зокрема шевченкознавства. Твори: «Микола Семенович Самокиш» (Москва, 1964). Брала участь у колективних працях «Історія українського мистецтва» (том 6, Київ, 1968), підготовці видання «Тарас Шевченко. Мистецька спадщина» (томи 1—4, Київ, 1961—1964).